# Lang gebroken drieklank
Een lang gebroken drieklank is een drieklank waarbij de grondtoon, de terts, de kwint en het octaaf in opeenvolging stijgend, dan wel dalend gebroken gespeeld worden.
Bijvoorbeeld: van de grote drieklank C-groot (c-e-g) is een lang gebroken drieklank c-e-g-c'-g-e-c na elkaar.
- Voorbeeld: (stijgend en dalend)

Lang gebroken drieklanken komen ook over meerdere octaven voor.
- Voorbeeld: (stijgend)

Een ander voorbeeld: over meerdere octaven in combinatie van stijgend en dalend.
- Voorbeeld: